# Edvar Simões
José Edvar Simões (São José dos Campos, 23 de abril de 1943) é um basquetebolista brasileiro, hoje aposentado. Foi um dos grandes jogadores brasileiros de basquete da história.
Edvar começou sua carreira no São José, passando depois pelo Corinthians (foi campeão da Taça Brasil em 1965), Trianon e Palmeiras, onde encerrou sua carreira como atleta.
Defendeu a Seleção Brasileira de Basquete em competições importantes, como os Jogos Olímpicos de Tóquio 1964, quando conquistou a medalha de bronze e Campeonatos Mundiais de 1970, onde foi vice-campeão no Uruguai e 1967, quando conquistou o terceiro lugar na Iugoslávia.
Depois de atuar como jogador, Edvar iniciou uma vitoriosa carreira como treinador, tendo acumulado conquistas importantes, como cinco títulos da Taça Brasil: em 1981 pelo São José e o tetracampeonato pelo Monte Líbano (1984/1985/1986/1987) e dois Campeonatos Sul-Americanos, também com o Monte Líbano (1985 e 1986).
Comandou a Seleção Brasileira em sete oportunidades, obtendo quatro vitórias e três derrotas.
Homem de visão, rompeu a fronteira do basquete e ingressou no futebol em 2004, no cargo de diretor de futebol do Corinthians, após ter dirigido o time de basquete do Corinthians/Mogi. Permaneceu no cargo até março de 2007, quando foi dispensado pelo presidente Alberto Dualib e voltou a trabalhar como treinador de basquete. Também foi comentarista esportivo, atuando na Rede Bandeirantes.

## Títulos como jogador

### Seleção
- medalha de bronze nos Jogos Olímpicos de Tóquio de 1964
- medalha de bronze no Mundial do Uruguai de 1967
- medalha de prata no Mundial da Iugoslávia de 1970
- medalha de prata do Campeonato Sul-Americano de 1966

### Clubes
Corinthians
- Campeão do Campeonato Paulista: (1964)
- Campeão do Campeonato Paulistano: (1964)
- Campeão do Campeonato Sul-Americano de Clubes: (1965)
- Campeão do Campeonato Brasileiro: (1965)
- Campeão do Campeonato Paulista: (1965)
- Campeão do Campeonato Paulistano: (1965)

## Títulos como técnico

### Clubes
São José
- Campeão do Campeonato Brasileiro: (1981)
- Campeão do Campeonato Paulista: (1980 e 1981)

Monte Líbano
- Vice-campeão do Campeonato Mundial Interclubes: (1985)
- Campeão do Campeonato Sul-Americano de Clubes: (1985 e 1986)
- Vice-campeão do Campeonato Sul-Americano de Clubes: (1983 e 1987)
- Campeão do Campeonato Brasileiro: (1984, 1985, 1986 e 1987)
- Campeão do Campeonato Paulista: (1982, 1984 e 1986)
- Vice-campeão do Campeonato Paulista: (1985 e 1987)